# Atlantis (ônibus espacial)
O ônibus(pt-BR) ou vaivém(pt-PT?) espacial Atlantis (OV-104), foi o quarto deste tipo a ser construído pela NASA. Recebeu o nome de Atlantis em honra do primeiro navio de pesquisa oceanográfica dos Estados Unidos, com o mesmo nome.
Beneficiando-se da experiência adquirida com a construção dos seus antecessores, o Atlantis tinha um peso inferior em cerca de 3 toneladas, e teve um tempo de construção reduzido a metade em relação ao primeiro veículo operacional, o já desaparecido Columbia. Algumas peças adicionais, não usadas na sua construção, foram mais tarde utilizadas no Endeavour.
O primeiro voo do Atlantis realizou-se a 3 de outubro de 1985, na missão STS-51-J. Lançou várias sondas, e participou na construção da ISS.

## Aposentadoria

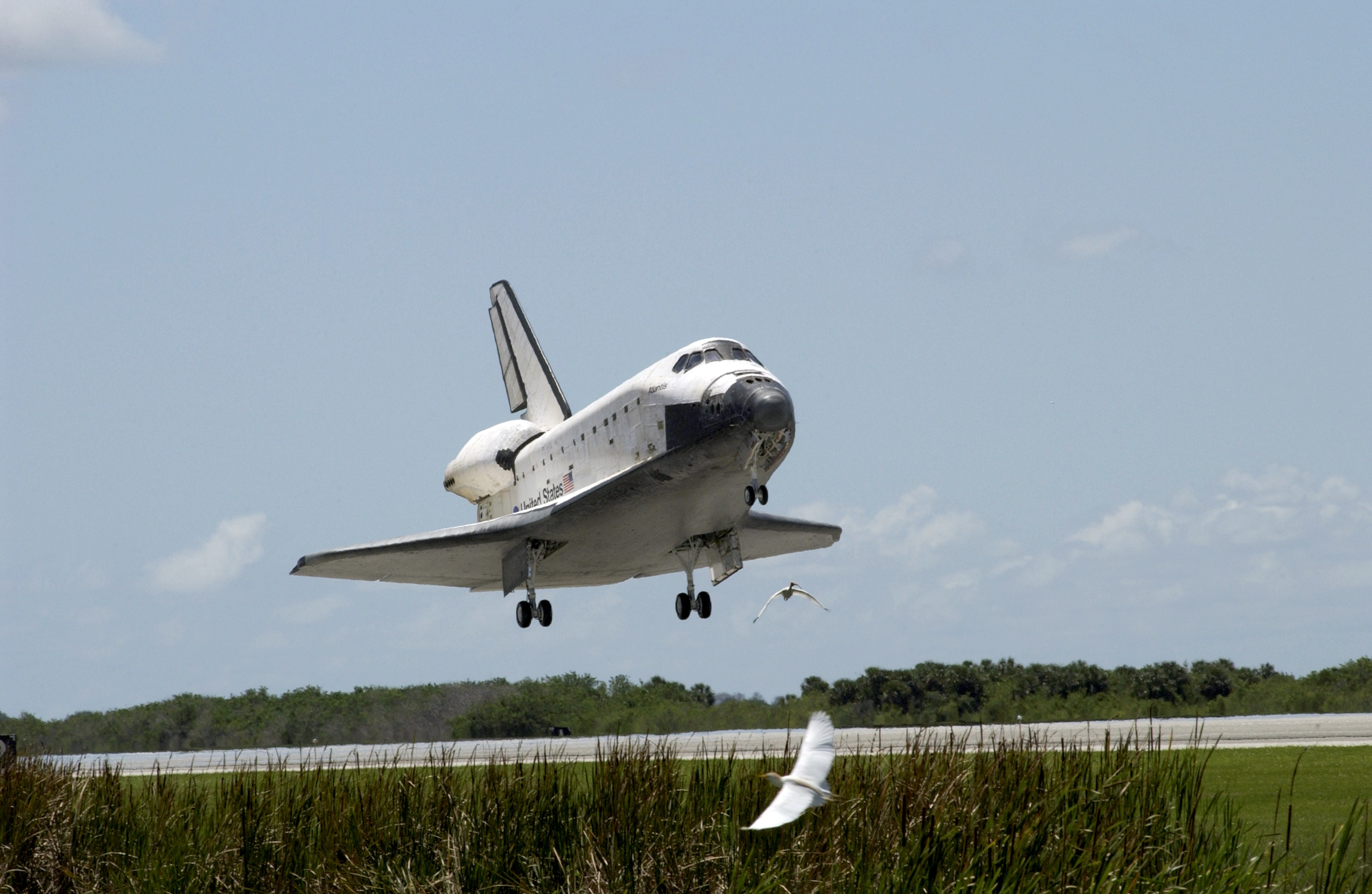
Atlantis pousando após missão.

O Atlantis foi inicialmente considerado o primeiro ônibus espacial a se aposentar, no encerramento da missão STS-132. A missão de novembro de 2010 (Endeavour) estava prevista para ser a aposentadoria oficial do ônibus espacial. A última missão da Atlantis foi realizada em 8 de julho de 2011. Era apenas uma missão de stand-by que seria usada para caso de necessidade de resgate do Endeavour, que, na época, estava previsto para fazer a missão final da frota. Com a decisão de tornar o voo de resgate em uma missão oficial, a nave foi recolocada em serviço. A partir desta data o grupo de ônibus espaciais será substituído pelos novos veículos de exploração da NASA: Orion e Ares.
Atualmente encontra-se em exposição no Kennedy Space Center Visitor Complex, na Flórida.

## Lista de voos
| #  | Data de lançamento     | Designação | Local de lançamento | Local de pouso | Duração                                    | Distância | Notas |
| -- | ---------------------- | ---------- | ------------------- | -------------- | ------------------------------------------ | --------- | ----- |
| 30 | 11 de maio de 2009     | STS-125    | 39A                 | Edwards AFB    | 12 dias, 21 horas, 37 minutos, 09 segundos |           |       |
| 31 | 16 de novembro de 2009 | STS-129    | 39A                 | KSC            | 10 dias, 19 horas, 16 minutos, 13 segundos |           |       |
| 32 | 14 de maio de 2010     | STS-132    | 39A                 | KSC            | 11 dias, 18 horas, 29 minutos, 09 segundos |           |       |
| 33 | 8 de julho de 2011     | STS-135    | 39A                 | KSC            | 12 dias, 18 horas, 28 minutos, 50 segundos |           |       |

## Tributos e insígnias das missões
| Tributo a nave espacial orbitadora da NASA Atlantis | Tributo a nave espacial orbitadora da NASA Atlantis | Tributo a nave espacial orbitadora da NASA Atlantis | Tributo a nave espacial orbitadora da NASA Atlantis | Tributo a nave espacial orbitadora da NASA Atlantis | Tributo a nave espacial orbitadora da NASA Atlantis | Tributo a nave espacial orbitadora da NASA Atlantis |
| Insígnias das missões com o Atlantis                | Insígnias das missões com o Atlantis                | Insígnias das missões com o Atlantis                | Insígnias das missões com o Atlantis                | Insígnias das missões com o Atlantis                | Insígnias das missões com o Atlantis                | Insígnias das missões com o Atlantis                |
| --------------------------------------------------- | --------------------------------------------------- | --------------------------------------------------- | --------------------------------------------------- | --------------------------------------------------- | --------------------------------------------------- | --------------------------------------------------- |
|                                                     |                                                     |                                                     |                                                     |                                                     |                                                     |                                                     |
| STS-51-J                                            | STS-61-B                                            | STS-27                                              | STS-30                                              | STS-34                                              | STS-36                                              | STS-38                                              |
|                                                     |                                                     |                                                     |                                                     |                                                     |                                                     |                                                     |
| STS-37                                              | STS-43                                              | STS-44                                              | STS-45                                              | STS-46                                              | STS-66                                              | STS-71                                              |
|                                                     |                                                     |                                                     |                                                     |                                                     |                                                     |                                                     |
| STS-74                                              | STS-76                                              | STS-79                                              | STS-81                                              | STS-84                                              | STS-86                                              | STS-101                                             |
|                                                     |                                                     |                                                     |                                                     |                                                     |                                                     |                                                     |
| STS-106                                             | STS-98                                              | STS-104                                             | STS-110                                             | STS-112                                             | STS-115                                             | STS-117                                             |
|                                                     |                                                     |                                                     |                                                     |                                                     |                                                     |                                                     |
| STS-122                                             | STS-125                                             | STS-129                                             | STS-132                                             | STS-135                                             |                                                     |                                                     |